# تازة كند قديم
تازة كند قديم هي قرية في مقاطعة بارس أباد، إيران. عدد سكان هذه القرية هو 2,054 في سنة 2006.